# 何迺维
何迺维（1930年12月—），吉林省吉林市人，蒙古族，中国社会科学院农村发展所研究员研究员，中国社会科学院荣誉学部委员。